# Papyrus Prisse

Papyrus Prisse

Der Papyrus Prisse wurde nach Émile Prisse d’Avesnes benannt, der ihn in der Nekropole von Theben-West, „nahe dem Grabe des Enintef, in dem Drag Abu-Naqqa genannten Abschnitt“, entdeckt und 1847 publiziert hatte. Der Papyrus wird heute in der französischen Nationalbibliothek (Bibliothèque nationale de France) aufbewahrt.
Der Papyrus in hieratischer Schrift zählt zur altägyptischen Literatur und enthält zwei Lehren, die als Weisheits- oder Lebenslehren bezeichnet werden: die Lehre für Kagemni, davon jedoch nur das Ende, und die Lehre des Ptahhotep, auch Maxime des Ptahhotep genannt. Er datiert vermutlich in die 13. Dynastie, wobei angenommen wird, dass sowohl der unvollständige Text der Lehre für Kagemni als auch die Lehre des Ptahhotep aus der Zeit des Alten Reiches stammen.